# Chlumetia guttiventris
Chlumetia guttiventris là một loài bướm đêm trong họ Noctuidae.